# Ewout Genemans
Ewout Genemans (Den Haag, 7 februari 1985) is een Nederlands televisiepresentator en ondernemer. Hij presenteert en produceert verschillende televisieprogramma's, waaronder voor RTL.

## Biografie
Genemans ging naar het St.-Maartenscollege in Voorburg en daarna naar de Jeugdtheaterschool Rabarber in Den Haag. Na zijn havo zat hij een half jaar op de School voor Journalistiek in Utrecht. Naast zijn opleiding werkte hij als redactieassistent bij Visible TV, waar hij meehielp aan het RTL 4-programma Vliegende Hollanders. In 2003 werkte hij mee aan de productie van de televisieserie Meiden van De Wit. Van 2004 tot en met 2006 vertolkte Genemans de rol van Bastiaan van Diemen in de Nickelodeon-jeugdserie ZOOP en later in de bijbehorende ZOOP-films; Zoop in Afrika (2005), Zoop in India (2006) en Zoop in Zuid-Amerika (2007). Tevens zong Genemans als zijn personage Bastiaan de liedjes "Laat me leven", "Verliefd" en "Ooh ooh voelt zo goed". In juli 2023 kwam hij met de oud-hoofdrolspelers na bijna twintig jaar weer bij elkaar in de televisiespecial ZOOP: De Reünie.
Na ZOOP werkte Genemans een jaar bij het castingbureau Kemna Casting. In 2007 presenteerde Genemans Willem Wever voor de NCRV en deed hij mee aan Sterren Dansen op het IJs. Ook werkte hij als vaste vervanger van Pepijn Gunneweg in de BZT Show. In 2008 presenteerde Genemans het televisieprogramma Sudokidz beurtelings met Renate Schutte. Vanaf 2009 ging hij De Museumbende presenteren. Hij bleef een regelmatig terugkerende vervanger van Jetske van den Elsen of Pepijn Gunneweg als presentator van de BZT Show.
Genemans sprak de stem in van Remy, de hoofdpersoon in de Disney/Pixar-animatiefilm Ratatouille. Ook sprak hij reclamespotjes in van onder meer Veilig Verkeer Nederland en Postbank.
Tevens is Genemans samen met Jon Karthaus het productiebedrijf No Pictures Please begonnen, waar de twee tot begin 2011 hebben samengewerkt. Karthaus wilde zich meer richten op zijn werk als songwriter-zanger. Zij ontwikkelden samen het programma Fans!, dat op SBS6 werd uitgezonden. Vanaf 2010 was Genemans de presentator van het Junior Songfestival (voor de AVRO), dat voorheen door Sipke Jan Bousema werd gepresenteerd. Vanaf mei 2010 presenteerde hij ook Wie wordt Kruimeltje? en was hij dagelijks te zien als presentator van AvaStars LIVE.
Genemans speelde op 30 maart 2010 de rol van Davis in de aflevering Hart onder de riem van S1NGLE. In september 2011 maakte hij zijn debuut op Nederland 1 als presentator van het AVRO-programma Onder Wibi's Vleugels. In 2011 deed hij voor de AVRO verslag bij het Gouden Televizier-Ring Gala vanuit de studio van uiteindelijke winnaar Voetbal International.
Op 1 december 2011 tekende Genemans een exclusief contract met de AVRO. In 2012 organiseerde de AVRO de internationale finale van het Junior Eurovisiesongfestival 2012, waarvan hij de presentatie samen met Kim-Lian van der Meij voor zijn rekening nam.
Op 14 april 2012 begon hij in het nieuwe seizoen van het SBS6-programma Fans!. Genemans nam deel aan het dertiende seizoen van Wie is de Mol?, maar moest na de eerste aflevering naar huis.
2013 was het laatste jaar waarin hij het  Junior Songfestival presenteerde.
Tussen 2012 en 2016 produceerde Genemans met zijn productiebedrijf No Pictures Please voornamelijk programma's voor RTL 5 zoals Ik heb HET nog nooit gedaan en From Russia with Love, maar ook voor RTL 7 zoals Voetbalfans. Daarnaast presenteerde Genemans het programma 5 extreem voor RTL 5. In 2015 kwam het door Genemans geproduceerde programma Fans! terug bij RTL 5 onder de naam Superfans: Mijn idool is mijn leven.
Per 1 oktober 2015 is No Pictures Please onderdeel geworden van FremantleMedia. In 2020 heeft Genemans zijn rol als Managing Director bij No Pictures Please neergelegd en is hij aan de slag gegaan als Creative Lead bij FremantleMedia.
Sinds 2017 is Genemans presentator en programmamaker bij RTL Nederland. Genemans presenteert voor zowel RTL 4 als RTL 5 verschillende programma's. Sinds 2019 presenteert Genemans het programma Verslaafd! en in 2021 volgde hij Peter van der Vorst definitief op bij het programma als presentator.
Ook heeft hij diverse documentaireseries gemaakt voor RTL, onder diverse namen zoals Ewout: en Ewout &. 
Op 27 december 2021 bracht Genemans een documentaire uit genaamd Staand verder leven: na de moord op Peter R. de Vries, over het overlijden van de misdaadverslaggever. Deze werd uitgezonden op RTL 4.
Op 19 januari 2022 nam hij de presentatie van Rooijakkers over de vloer over van Art Rooijakkers die op dat moment positief werd getest op corona.

## Televisieproducent
- 2008-2009 diverse items Nickelodeon & MTV
- 2009 diverse reclamespotjes Nederland 3/Z@PP
- 2009-2012 Fans! SBS6
- 2010-2012 Heibel langs de lijn KRO
- 2011-2012 Voetbalfans RTL 7
- 2011-2012 De Gilfactor EO
- 2012 Passie in de Polder RTL 5
- 2012 AVRO TVlab: Flashmob AVRO
- 2013-2014 Ik heb HET nog nooit gedaan RTL 5
- 2013 Het zal me een rotzorg zijn RTL 5
- 2013 Echte Penoze RTL 4
- 2014 From Russia with Love RTL 5
- 2014 - 2015 NOG meer voor mannen RTL 7
- 2014 5 Extreem RTL 5
- 2015 Superfans: Alles voor mijn idool RTL 5
- 2015 De roze wildernis KRO-NCRV
- 2015 Van luizenleven naar luiers EO
- 2015 Van Hagelslag naar Halal KRO-NCRV
- 2015-2016 Niet lullen maar poetsen PowNed
- 2015-2016 Kerels met een kleintje RTL 5
- 2015-2016 24Kitchen Food Truck Challenge 24Kitchen
- 2016 Buitenspel BNNVARA
- 2016 Wijsheid komt met de eeuwen NTR-TVlab
- 2016 Roadie KPN Presenteert
- 2017-2018 Dream School NTR
- 2017 My First Holiday RTL 5
- 2017 Beruchte gevangenissen: Ewout in de cel RTL 5
- 2017 De Worsten van Babel: Koken op de camping 24Kitchen
- 2017 Lady Di & Dionne NTR
- 2017 Hartstikke Hollands  KRO-NCRV
- 2017 St. Maarten na de orkaan  WNL
- 2018 De leugendetective  RTL 5
- 2018 Ouders uit de kast  KRO-NCRV
- 2018 Ex on the Beach  MTV Networks

## Televisiepresentator/acteur
- 2003 Vrienden zonder grenzen Teleac/NOT (acteur)
- 2004-2007 ZOOP Nickelodeon (acteur)
- 2007-2012 Willem Wever NCRV (presentator)
- 2007-2008 Sudokidz NCRV (presentator)
- 2007-2017 BZT-Show NCRV (vaste invalpresentator)
- 2009 Museumbende AVRO (presentator)
- 2009-2012 Kinderprinsengrachtconcert AVRO (presentator)
- 2009-2011AvaStars LIVE AVRO (presentator)
- 2010 S1NGLE Net5 (gastrol)
- 2010 Wie wordt Kruimeltje? AVRO (presentator)
- 2010-2013 Junior Songfestival AVRO (presentator)
- 2010 Junior Sintfestival AVRO (presentator)
- 2011 Z@pplive NCRV Nederland 3 (presentator)
- 2011-2013 Amsterdam Gay Pride AVRO Nederland 3 (presentatie Ewout Genemans & Cornald Maas)
- 2011 Onder Wibi's Vleugels AVRO Nederland 1 (presentator)
- 2011 Gouden Televizier-Ring Gala AVRO Nederland 1 (speciale verslaggever bij de winnaar Voetbal International)
- 2012-2013 AVRO Junior Dance AVRO Nederland 3 (presentator samen met Kim-Lian van der Meij)
- 2012 Junior Eurovisie Songfestival AVRO (presentator) (Internationale finale met Kim-Lian Van de Meij)
- 2013 Echte Penoze RTL 4
- 2014 5 Extreem RTL 5
- 2017 Beruchte gevangenissen: Ewout in de cel RTL 5
- 2018 Beruchte Sloppenwijken: Ewout In De Ghetto RTL 5
- 2019 Ewout & ... RTL 5
- 2019 Bureau Burgwallen RTL 4
- 2019-heden Verslaafd! RTL 4
- 2020 Bureau 040 RTL 4
- 2020 Nicky Verstappen: Achter de schermen bij het politieonderzoek RTL 4
- 2021-heden Ewout aan de grens RTL 5
- 2021 Bureau Hofstad RTL 4
- 2021-heden In de jeugdkliniek; als niets meer werkt Videoland
- 2021-heden Ewout: RTL 5
- 2022 Rooijakkers over de vloer RTL 4 (invalpresentator)
- 2022 Bureau Arnhem RTL 4
- 2023 ZOOP: De Reünie Videoland (reünie-special)
- 2023 Bureau Rotterdam RTL 4
- 2024 Bureau Maastricht RTL 4

## Films
- 2005 Zoop in Afrika
- 2006 Zoop in India
- 2007 Zoop in Zuid-Amerika
- 2007 Ratatouille - Remy
- 2007 Je vriend de rat - Remy
- 2008 Chasseurs de dragons - Hector

## Deelname aan televisieprogramma's
- 2005 Gemma Glitter (Winnaar Roltrap Rentest) - AVRO
- 2007 Sterren Dansen op het IJs - SBS6
- 2009 Te leuk om waar te zijn - TROS
- 2009 Hole in the wall - SBS6
- 2009 Let's Dance - RTL 4
- 2009 Uri Geller (Finale) - SBS6
- 2010 De leukste jaren - KRO
- 2010 Life 4 you - RTL 4
- 2011 Koffietijd - RTL 4
- 2011 De Wereld Draait Door - VARA
- 2012 Z@PP Your Planet - Z@pp
- 2012 Ik kom bij je eten - RTL 4
- 2013 Wie is de Mol? - afvaller 1 - AVRO

## Discografie

### Singles
| Lied                                     | Verschijnen     | Album | Hitlijsten  | Hitlijsten  | Hitlijsten   | Hitlijsten   | Opmerkingen                             |
| Lied                                     | Verschijnen     | Album | NL (Top 40) | NL (Top 40) | NL (Top 100) | NL (Top 100) | Opmerkingen                             |
| Lied                                     | Verschijnen     | Album | Piek        | Weken       | Piek         | Weken        | Opmerkingen                             |
| ---------------------------------------- | --------------- | ----- | ----------- | ----------- | ------------ | ------------ | --------------------------------------- |
| Verliefd                                 | september 2004  | —     | —           | —           | 34           | 11           | als het ZOOP-personage Bastiaan         |
| Zoop in Afrika (Djeo Madjula)            | 27 juni 2005    | —     | 12          | 10          | 4            | 18           | met gehele ZOOP-cast                    |
| Ooh ooh voelt zo goed (met Jon Karthaus) | 31 oktober 2005 | —     | —           | —           | 17           | 6            | als de ZOOP-personages Bastiaan en Moes |
| Zoop in India (Magisch avontuur)         | 5 juni 2006     | —     | 30          | 4           | 9            | 16           | met gehele ZOOP-cast                    |
| Zoop in Zuid-Amerika (Baila Mi Tango)    | juni 2007       | —     | —           | —           | 63           | 5            | met gehele ZOOP-cast                    |
| Laat me leven (met Jort Karthaus)        | juni 2007       | —     | —           | —           | 98           | 1            | als de ZOOP-personages Bastiaan en Moes |

Voor de Zapp-kerstclip nam hij ook twee nummers op samen met de andere Zapp-gezichten:
- "Met Kerstmis ben ik op m'n best" (2011)
- "Kerstmis voor altijd" (2012)